# León IV (emperador)
León IV, llamado el Jázaro (h. 750-8 de septiembre de 780), sucedió a su padre, Constantino V, como emperador del Imperio bizantino en 775.

## Reinado
Era el primogénito de Constantino V. En 776 asoció al trono a su hijo menor Constantino, y reprimió la revuelta dirigida por sus cinco hermanastros que se había desatado a raíz de esta medida.
Al igual que su padre y su abuelo, León III, León cosechó importantes éxitos militares contra los árabes y los búlgaros. Venció a dos expediciones árabes, a una en Germanicia en el 778 y a otra en Armenia en el 780. En la frontera noroeste, se mantuvo la paz con los búlgaros firmada en el 773.
Pero a diferencia de su padre y de su abuelo, fue relativamente tolerante con los iconódulos, suspendiendo las persecuciones y restaurando al Patriarca de Constantinopla iconódulo. Los monjes pudieron regresar a la capital y algunos de ellos fueron nombrados por primera vez para encabezar obispados, medida que sirvió para aumentar el dominio imperial en la Iglesia.
Durante su reinado, León estuvo en gran medida bajo la influencia de su mujer, la emperatriz Irene, y cuando el emperador murió repentinamente en 780, ella se hizo cargo de la tutela de su hijo y sucesor Constantino VI, que apenas tenía diez años.